# Боротьба на літніх Олімпійських іграх 1960
Змагання з боротьби на Олімпійських іграх 1960 в Римі проходили з 26 серпня до 6 вересня в Базиліці Максенція і Костянтина в Римському Форумі. Будівництво розпочалося в 308 році за імператора Максенція і закінчилося в 312 році під час правління імператора Костянтина Великого. Це третє найстарше місце, яке коли-небудь використовувалося для сучасних олімпійських змагань після Терм Каракалли, побудованих з 212 до 217 року, де відбулися змагання з гімнастики 1960 року, і Олімпія, в якій відбулися змагання в ході Олімпійських ігор 2004 року.
Змагання поділялися на дві дисципліни, вільну і греко-римську боротьбу, які в свою чергу поділялися на вісім вагових категорій. Таким чином, розігрувалося 16 комплектів нагород, або 48 медалей. Змагалися лише чоловіки. Найбільше медалей здобув Радянський Союз — 10, випередивши на 1 пункт Туреччину, яка здобула 9 медалей. Однак Туреччина випередила СРСР за кількістю золотих нагород — 7 проти 3.

## Медалісти

### Греко-римська боротьба
| Категорія   | Золото                       | Срібло                                        | Бронза                         |
| ----------- | ---------------------------- | --------------------------------------------- | ------------------------------ |
| До 52 кг    | Думитру Пирвулеску · Румунія | Осман Ель-Саєд · Єгипет                       | Мохаммад Пазіраї · Іран        |
| До 57 кг    | Олег Караваєв · СРСР         | Йон Черня · Румунія                           | Дінко Петров · Болгарія        |
| До 62 кг    | Мюзахір Сілле · Туреччина    | Імре Пойяк · Угорщина                         | Костянтин Вирупаєв · СРСР      |
| До 67 кг    | Автанділ Корідзе · СРСР      | Бранислав Мартинович · Югославія              | Густав Фрей · Швеція           |
| До 73 кг    | Мітхат Байрак · Туреччина    | Гюнтер Маричнігг · Об'єднана німецька команда | Рене Ширмеєр · Франція         |
| До 79 кг    | Димитр Добрев · Болгарія     | Лотар Метц · Об'єднана німецька команда       | Йон Церану · Румунія           |
| До 87 кг    | Тевфік Киш · Туреччина       | Кралі Бимбалов · Болгарія                     | Гіві Картозія · СРСР           |
| Понад 87 кг | Іван Богдан · СРСР           | Вільфрид Дітрих · Об'єднана німецька команда  | Богуміл Кубат · Чехословаччина |

### Вільна боротьба
| Категория   | Золото                                       | Срібло                      | Бронза                       |
| ----------- | -------------------------------------------- | --------------------------- | ---------------------------- |
| До 52 кг    | Ахмет Білек · Туреччина                      | Масаюкі Мацубара · Японія   | Ібрагім Сейфпур · Іран       |
| До 57 кг    | Терренс Маккенн · США                        | Неждет Залев · Болгарія     | Тадеуш Трояновський · Польща |
| До 62 кг    | Мустафа Дагистанли · Туреччина               | Станчо Колев · Болгарія     | Володимир Рубашвілі · СРСР   |
| До 67 кг    | Шелбі Вілсон · США                           | Володимир Синявський · СРСР | Єньо Вилчев · Болгарія       |
| До 73 кг    | Дуглас Блюбау · США                          | Ісмаїл Оган · Туреччина     | Мохаммад Башир · Пакистан    |
| До 79 кг    | Хасан Гюнгер · Туреччина                     | Георгій Схіртладзе · СРСР   | Ганс Антонссон · Швеція      |
| До 87 кг    | Ісмет Атли · Туреччина                       | Голамреза Тахті · Іран      | Анатолій Албул · СРСР        |
| Понад 87 кг | Вільфрід Дітрих · Об'єднана німецька команда | Хаміт Каплан · Туреччина    | Савкудз Дзарасов · СРСР      |

## Медальний залік
| Місце | Країна                        | Золото | Срібло | Бронза | Загалом |
| ----- | ----------------------------- | ------ | ------ | ------ | ------- |
| 1     | Туреччина                     | 7      | 2      | 0      | 9       |
| 2     | СРСР                          | 3      | 2      | 5      | 10      |
| 3     | США                           | 3      | 0      | 0      | 3       |
| 4     | Болгарія                      | 1      | 3      | 2      | 6       |
| 5     | Об'єднана німецька команда    | 1      | 3      | 0      | 4       |
| 6     | Румунія                       | 1      | 1      | 1      | 3       |
| 7     | Іран                          | 0      | 1      | 2      | 3       |
| 8     | Угорщина                      | 0      | 1      | 0      | 1       |
| 8     | Японія                        | 0      | 1      | 0      | 1       |
| 8     | Об'єднана Арабська Республіка | 0      | 1      | 0      | 1       |
| 8     | Югославія                     | 0      | 1      | 0      | 1       |
| 12    | Швеція                        | 0      | 0      | 2      | 2       |
| 13    | Чехословаччина                | 0      | 0      | 1      | 1       |
| 13    | Франція                       | 0      | 0      | 1      | 1       |
| 13    | Пакистан                      | 0      | 0      | 1      | 1       |
| 13    | Польща                        | 0      | 0      | 1      | 1       |
|       | Загалом                       | 16     | 16     | 16     | 48      |

### Учасники
- Австралія — 9
- Австрія — 7
- Аргентина — 3
- Афганістан — 7
- Бельгія — 5
- Болгарія — 16
- Велика Британія — 6
- Венесуела — 2
- Греція — 3
- Данія — 4
- Єгипет — 4
- Індія — 5
- Ірак — 1
- Ірландія — 4
- Іспанія — 4
- Італія — 16
- Ліван — 6
- Люксембург — 4
- Марокко — 5
- Мексика — 4
- Нідерланди — 3
- Нова Зеландія — 1
- Норвегія — 4
- Об'єднана німецька команда — 15
- Пакистан — 7
- Панама — 1
- Південна Корея — 4
- Польща — 12
- Португалія — 3
- Румунія — 7
- СРСР — 16
- США — 16
- Туреччина — 16
- Угорщина — 10
- Фінляндія — 14
- Франція — 9
- Чехословаччина — 5
- Швейцарія — 12
- Швеція — 12
- Югославія — 5
- Японія — 16[1]